# Mittelzentrum
Ein Mittelzentrum bezeichnet in der Raumordnung und Wirtschaftsgeographie in Deutschland einen zentralen Ort der mittleren Stufe nach dem System der zentralen Orte, das der Geograph Walter Christaller 1933 entwickelt hat. Die Bedeutung eines Ortes bestimmt sich weniger nach seiner Größe als nach seiner Infrastruktur im Vergleich zur näheren Umgebung. Sie wird in die dreistufige Skala Oberzentrum – Mittelzentrum – Unterzentrum/Grundzentrum eingeordnet. In einigen Bundesländern gibt es das Mittelzentrum mit Teilfunktionen eines Oberzentrums; in Sachsen kennt die Raumordnung auch noch das Mittelzentrum im Verdichtungsraum und das Mittelzentrum als Ergänzungsstandort im Ländlichen Raum.
Als Mindestgröße für die Ausweisung eines Mittelzentrums wird eine bestimmte Einwohnerzahl (Summe von Ort und Umland) angesetzt. Dieser Wert variiert zwischen den Bundesländern, in Hessen liegt er bei 20.000 Einwohnern. Dieser Richtwert kann in Einzelfällen (z. B. im dünn besiedelten, ländlichen Raum) auch unterschritten werden. Zu dieser Kennzahl kommen noch weitere Kriterien wie Ausstattung, Erreichbarkeit, Tragfähigkeit des zentralen Orts und ein eindeutig zuzurechnender Einzugsbereich. Eine Mittelstadt ist meist zugleich auch ein Mittelzentrum.
Mittelzentren dienen als Anlaufpunkt für die Versorgung an Waren, Dienstleistungen und Infrastrukturangeboten, die durch die umgebenden Unterzentren nicht geleistet werden kann. Neben der Grundversorgung, wie sie auch in Unterzentren zur Verfügung steht, umfasst das Angebot der Mittelzentren den periodischen Bedarf, insbesondere:
- Fachärzte
- Kaufhaus
- Kino, kulturelle Angebote
- Krankenhaus
- Notare, Rechtsanwälte, Steuerberater
- Schwimmbäder
- weiterführende Schule und Berufsschule.

Über den allgemeinen und den periodischen Bedarf hinausgehende Waren und Dienstleistungen können im nächsten erreichbaren Oberzentrum gedeckt werden.

## Mittelzentrum mit Teilfunktionen eines Oberzentrums
Zwischen dem Mittel- und dem Oberzentrum gibt es in einigen Bundesländern Deutschlands noch das Mittelzentrum mit Teilfunktionen eines Oberzentrums, ein Beispiel sind die in Rheinland-Pfalz liegenden Städte Bad Kreuznach, Worms, Landau in der Pfalz und Speyer.
Mittelzentren mit Teilfunktionen eines Oberzentrums nehmen über die mittelzentralen Versorgungsfunktionen hinaus in wesentlichen Teilbereichen Aufgaben der spezialisierten, höheren Bedarfsdeckung wahr. Sie zeichnen sich durch oberzentrale Funktionen aus, ohne den kompletten Funktionsumfang eines Oberzentrums zu erreichen. Als leistungsfähige Zentren der Versorgung und des Arbeitsmarkts erfüllen diese Städte eine bedeutende Funktion zur Stärkung des ländlichen Raums und zur Verbesserung der Versorgung der Bevölkerung. Sie tragen zur Erhaltung und Schaffung gleichwertiger Lebens- und Arbeitsbedingungen in allen Teilräumen des Landes bei, dienen der Attraktivitätssteigerung des ländlichen Raums und wirken somit dem Abbau von Arbeitsplätzen entgegen. Sie sind als Standorte oberzentraler Einrichtungen geeignet, insofern sie die Funktionsfähigkeit vergleichbarer Einrichtungen in benachbarten Oberzentren nicht beeinträchtigen. Mittelzentren mit Teilfunktionen eines Oberzentrums haben damit ausgewählte oberzentrale Einrichtungen für einen größeren Verflechtungsbereich bedarfsgerecht bereitzustellen. Zugleich haben sie die Versorgungsaufgaben von zentralen Orten mittlerer und unterer Stufe zu erfüllen und sollen über ein entsprechendes Angebot an Einrichtungen verfügen.

## Mittelzentren in Funktionsteilung
In Brandenburg wurde aufgrund der demographischen Entwicklung, die eine vollständige Abdeckung der Landesfläche mit Mittelzentren schwierig machte, das Mittelzentrum in Funktionsteilung eingeführt. Ein Mittelzentrum in Funktionsteilung bietet die Funktionen eines Mittelzentrums in Kooperation mit einem weiteren Mittelzentrum in Funktionsteilung an und stellt so die Versorgung für den gemeinsamen Mittelbereich sicher.

## Landesraumordnung
In den Landesentwicklungsplänen der Länder wird festgelegt, welche Städte in Deutschland als Mittel- und Oberzentren entwickelt werden sollen. Das heißt, neue Investitionen des Bundes und der Länder sollen bevorzugt in diesen Zentren angesiedelt werden.